# Tata (provins)
Tata (arabiska: إقليم طاطا, franska: Province de Tata) är en provins i Marocko.   Den ligger i regionen Souss-Massa, 500 km söder om huvudstaden Rabat. Antalet invånare är 121 618. Arean är 25 925 kvadratkilometer.